# Lophosoria brasiliensis
Lophosoria brasiliensis là một loài dương xỉ trong họ Dicksoniaceae. Loài này được Klotzsch mô tả khoa học đầu tiên năm 1856.
Danh pháp khoa học của loài này chưa được làm sáng tỏ. 